# Джипни
Джипни (Филип.: dyipni) — разновидность общественного транспорта и маршрутного такси на Филиппинах. В Маниле джипни являются основным видом такси.
В столице Филиппин наблюдается самая высокая концентрация джипни (поскольку там они были изобретены). Первоначально это были американские военные джипы (фирмы Jeep), которые доставались в подержанном состоянии с американских военных баз после изгнания японской армии после Второй Мировой войны. Автомобили разбирались, удлинялась для увеличения пассажировместимости несущая рама джипа, затем вновь обшивались и красились. Постепенно это стало одной из черт филиппинской культуры.
В джипни размещается до 12 человек на каждой скамейке, в часы пик число пассажиров может быть больше. Некоторые пассажиры могут стоять. На крыше джипни перевозят обычно грузы, в сельской местности мелкий домашний скот и птицу; перевозка пассажиров вне салона незаконна, тем не менее зачастую крышу используют для перевозки пассажиров. Загрузка пассажиров в салон происходит через проём в задней части кузова.
В Маниле более 50 тысяч джипни. Моторы преимущественно старые, после неоднократных ремонтов машины эксплуатируются с перегрузом. В связи с загрязнением окружающей среды появилась идея экологически чистого джипни — джипни-электромобиля. Так называемые E-jeepneys, прототипы которых появились в 2007 году, были опробованы на маршрутах в Илоило, используются они и в других городах.
Джипни довольно давно потеряли непосредственную связь с автомобильной маркой Jeep. Сегодня Джипни собираются на основе подержанных автомобилей, в основном японского, но также корейского и китайского производства в кустарных мастерских. Есть мастерские крупные и известные, производящие по несколько джипни в месяц (все по индивидуальным заказам). Некоторые делают джипни себе сами. В качестве украшений используются логотипы любых известных автокорпораций, например от Isuzu или Mercedes. Они окрашиваются в разнообразные яркие цвета и (почти как в Пакистане Джингл-траки) украшения. Каждый год в Маниле проходит особый карнавал — «Король джипни», на котором выбирают самый красочный и оригинальный джипни.